# Wambaya
Wambaya är ett australiskt språk som talades av 12 personer år 1981. Wambaya talas i Nordterritoriet. Wambaya tillhör de västliga barklyspråken.